# Mosè Tovini
Mosè Tovini (Cividate Camuno, 27 dicembre 1877 – Brescia, 28 gennaio 1930) è stato un presbitero italiano.

## Biografia
Mosè Tovini nacque a Cividate Camuno il 27 dicembre 1877, primo di otto fratelli, figli del ragionier Eugenio e della maestra Domenica Malaguzzi. Il suo padrino di battesimo fu lo zio Giuseppe Tovini, famoso avvocato, fondatore prima della Banca di Valle Camonica e successivamente della Banca San Paolo di Brescia e del Banco Ambrosiano di Milano, anch'egli venerato come beato.
D'intelligenza precoce, a soli cinque anni con l'aiuto della mamma iniziò la scuola elementare, che completò poi a Breno, paese d'origine materno. Nel 1884 ricevette la cresima. Nel 1886 Mosè prese a frequentare l'Istituto ginnasiale “Venerabile Luzzago” a Brescia, ospite del padrino. Il 14 novembre 1886 ricevette la prima comunione. Nel 1889 Mosè fu affidato al Collegio San Defendente di Romano Lombardia per completare gli studi ginnasiali. Qui conobbe Domenico Menna, suo compagno, con cui strinse un duraturo rapporto di amicizia. Nel 1891 il collegio celebrò solennemente il terzo centenario della morte di San Luigi Gonzaga ed i due amici furono affascinati dalla figura del santo tanto da ipotizzare una loro vocazione al sacerdozio. Mosè si consigliò allora con suo padre, che però lo dissuase. Per il liceo i genitori decisero di affidarlo al Collegio di Celana, ma qui si sentì isolato tra compagni di tutt'altro stampo. Non volendo assecondare le malefatte del gruppo, si ritrovò a subire violente ritorsioni. Abbandonò allora tale liceo per rispondere finalmente alla vocazione sacerdotale, entrando in seminario ad anno iniziato grazie all'intercessione dello zio. A fine anno i superiori lo invitarono a vestire l'abito clericale anche durante le vacanze e così, tornato nella natìa Cividate Camuno, i ragazzini cominciarono a chiamarlo “don Mosè”. Nel secondo anno, pur frequentando il seminario, per motivi di salute rimase alloggiato presso lo zio Giuseppe, potendone così ammirare lo zelo quale laico impegnato nell'Azione Cattolica. Al termine della terza liceo il seminarista fu ammesso alla tonsura, ricevendo inoltre anche i due primi ordini minori: ostiariato e lettorato. Concluso il liceo in seminario, data la giovane età i genitori di Mosè ottennero dal rettore che il figlio potesse conseguire la licenza presso una scuola pubblica. Il 16 gennaio 1897 morì improvvisamente lo zio Giuseppe Tovini. Mosè, confortando la zia e le cugine, dovette organizzare il funerale, che rivelò la fama di santità che circondava Giuseppe.
Al compimento del ventesimo anno di età, fu arruolato nel 90º Fanteria a Brescia ed anche durante la vita militare non mancarono singolari episodi che mostrarono le virtù del Tovini, come quando fece tacere un ufficiale che era solito bestemmiare. Fu congedato il 31 ottobre 1898 con il grado di sergente e fece ritorno in famiglia. Istituì allora in parrocchia, su permesso dell'arciprete, l'Opera del Pane di Sant'Antonio. Il 27 maggio 1899 ricevette il suddiaconato. Durante le vacanze fu poi di grande aiuto alla mamma nell'assistere la sorella Olga ormai cieca. Il 10 marzo 1900 fu la volta del diaconato. Il 9 giugno dello stesso anno, con dispensa della Congregazione del Concilio, Mosè Tovini venne già consacrato sacerdote nella cattedrale di Brescia ed il giorno seguente celebrò la prima Messa solenne a Cividate Camuno. Come profetizzato dal beato zio, don Mosè fu nominato cappellano di Astrio.
Assai felice del suo nuovo incarico, fu però ben presto inviato a completare gli studi a Roma. Qui trascorse quattro anni, pieni d'impegno, preghiera, studio ed un umile ma fervido apostolato fatto di catechesi, assistenza religiosa e carità ai fanciulli e alle famiglie più povere dell'Agro Romano. In particolare avvicina i compagni di studio della Statale, specie i non credenti ed alcuni ebrei. Nel luglio 1904, Tovini conseguì finalmente ben più di una laurea: Matematica con diploma in Magistero, Filosofia e licenza in Teologia.
Alla fine dell'ottobre 1904 entrò nella nuova Casa del Clero della Congregazione dei Sacerdoti Oblati, appena aperte a Brescia per volere del vescovo. Per tutta la vita poi fu professore nel seminario, alternandosi in diverse discipline. Il suo stile si caratterizzò sempre per la puntualità agli orari, una seria preparazione di ogni lezione, chiarezza ed ordine nell'esposizione, discrezione e bontà nel giudicare gli allievi, adesione della mente e del cuore alle verità che insegnava, obbedienza assoluta alle direttive della Chiesa, indipendentemente che provenissero dal papa o dal vescovo. Il suo impegno non si limitò però alla sola dottrina, ma fu soprattutto maestro di vita. Durante le vacanze era poi solito organizzare corsi di religione ai maestri/maestre e settimane catechistiche, oltre ad impegni di ministero nei giorni festivi.
L'11 maggio 1915 il vescovo lo nominò vicario parrocchiale a Provaglio d'Iseo, essendo il parroco infermo. Tale incarico lo esonerò dalla chiamata alle armi e poté così continuare ad insegnare in seminario. Morto il parroco, Tovini divenne l'economo. Il 1º novembre 1916 assunse la cura della parrocchia di Torbole, come vicario del parroco impegnato nel servizio militare. L'anno seguente scoppiò la febbre spagnola, motivo per cui Tovini non esitò a recarsi al capezzale di ogni ammalato, incurante del pericolo. Finita la guerra, dal 1919 gli fu affidata una nuova missione: aiutare i chierici reduci dalla guerra a completare la loro formazione teologica e sacerdotale. Il catechismo fu la passione di tutta la sua vita, tanto che già da giovane professore collaborò all'Opera Diocesana del catechismo. Tenne inoltre per tutta la vita l'incarico di visitatore dei catechismi della città ed organizzatore delle annuali gare di catechismo. Nel 1919 fu nominato Vice Priore della Commissione Diocesana del catechismo e dal 1926 fu Direttore e Maestro del nuovo Istituto Magistrale di catechismo, apprezzato sino alla morte, preparando centinaia di maestri. Nel 1926, quando venne introdotto l'insegnamento religioso nella scuola pubblica, il vescovo lo nominò con altri ispettore cittadino, incaricati della scelta degli insegnanti e dei rapporti con le autorità scolastiche e della vigilanza. Nel 1921 divenne Assistente della Giunta diocesana dell'Azione Cattolica.
Nonostante la sua riluttanza, nel 1923 il vescovo lo nominò canonico della cattedrale ed ebbe inoltre l'incarico di vice officiale del tribunale ecclesiastico, di esaminatore sinodale e di censore dei libri. Nel 1925 decise di compiere un atto di offerta di sé stesso al Cuore Misericordioso di Gesù. Un ulteriore svolta nella sua vita arrivò nel 1926, con la nomina di monsignor Tovini a rettore del seminario, incarico che l'interessato giudicava superiore alle proprie forze. Esordì elencando ai chierici i tre “candori” che debbono riempire il cuore del candidato ideale al sacerdozio: l'eucaristia, la Vergine Immacolata e il papa. Dopo un inizio tranquillo, fu montata una campagna di denigrazione nei confronti del rettore: la sua carità fu a torto giudicata ingenuità, bonarietà e, perfino, inettitudine ai compiti educativi del seminario. Monsignor Tovini era invece preoccupato di avere una piena confidenza con i chierici al fine di poter vagliare serenamente la loro vocazione al sacerdozio. Il vescovo lo persuase a continuare nel suo ministero, invitandolo a portare anch'egli la sua Croce.
Nel novembre 1929, Tovini fu eletto direttore dell'Unione Apostolica Diocesano del Clero e scelto quale predicatore dei ritiri alla Casa del Clero. Contemporaneamente iniziarono a manifestarsi i primi segni esterni di malattia, ma nonostante ciò proseguì con il suo stile di mortificazione. Il 23 gennaio 1930 fu ricoverato all'ospedale Fatebenefratelli di Brescia e gli fu diagnosticata la polmonite bilaterale. Il 27 chiese al suo direttore spirituale gli ultimi sacramenti in piena lucidità e serenità di spirito. Il 28 gennaio, alle ore 10:45, dopo pochi minuti di smarrito e arrancante respiro, quasi inaspettatamente spirò. In quella giornata la salma fu trasportata in Seminario.
La città si strinse attorno a lui nel funerale ed il vescovo di Mantova, dopo il commosso suffragio, affermò: “Non mi meraviglierei che Tovini faccia grazie e venga col tempo glorificato dalla Chiesa!”. Una profezia che si avverò quando, dopo un accurato processo, il 12 aprile 2003 papa Giovanni Paolo II decretò l'eroicità delle virtù definendolo “venerabile” ed il 19 dicembre 2005 papa Benedetto XVI riconobbe il miracolo necessario per la sua beatificazione. È stato proclamato beato il 17 settembre 2006 nella cattedrale di Brescia.

## Il miracolo per la beatificazione
Ai fini della beatificazione la Chiesa cattolica ha considerato miracolosa la guarigione, avvenuta nel 1982, di don Giovanni Flocchini, settantenne parroco emerito di Comero, affetto da carcinoma gastrico con metastasi. La Consulta Medica ha giudicato la guarigione "rapida, completa e duratura, scientificamente inspiegabile", aprendo la strada alla beatificazione.